# Higurashi no Naku Koro ni
Higurashi no Naku Koro ni (jap. ひぐらしのなく頃に, dt. „Zur Zeit der zirpenden Zikaden [Tanna japonensis]“) ist eine Dōjin-Sound-Novel von 07th Expansion, das auf der NScripter-Engine aufsetzt. Die Handlung wurde sowohl in Form von drei Anime-Fernsehserien, einer OVA, als auch in mehreren Manga, Hörspielen, Light Novels und als Realfilm adaptiert.

## Handlung

### Szenario – Higurashi no Naku Koro ni

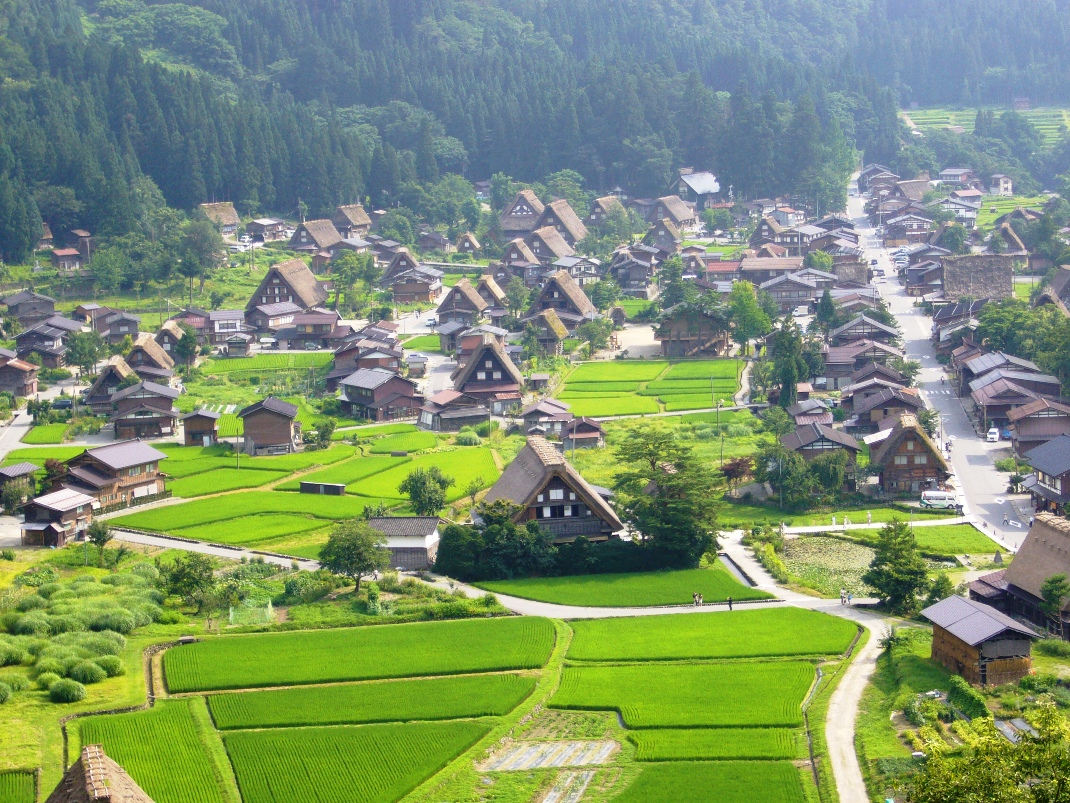
Blick auf Shirakawa-gō, welches als Vorlage für Hinamizawa diente.

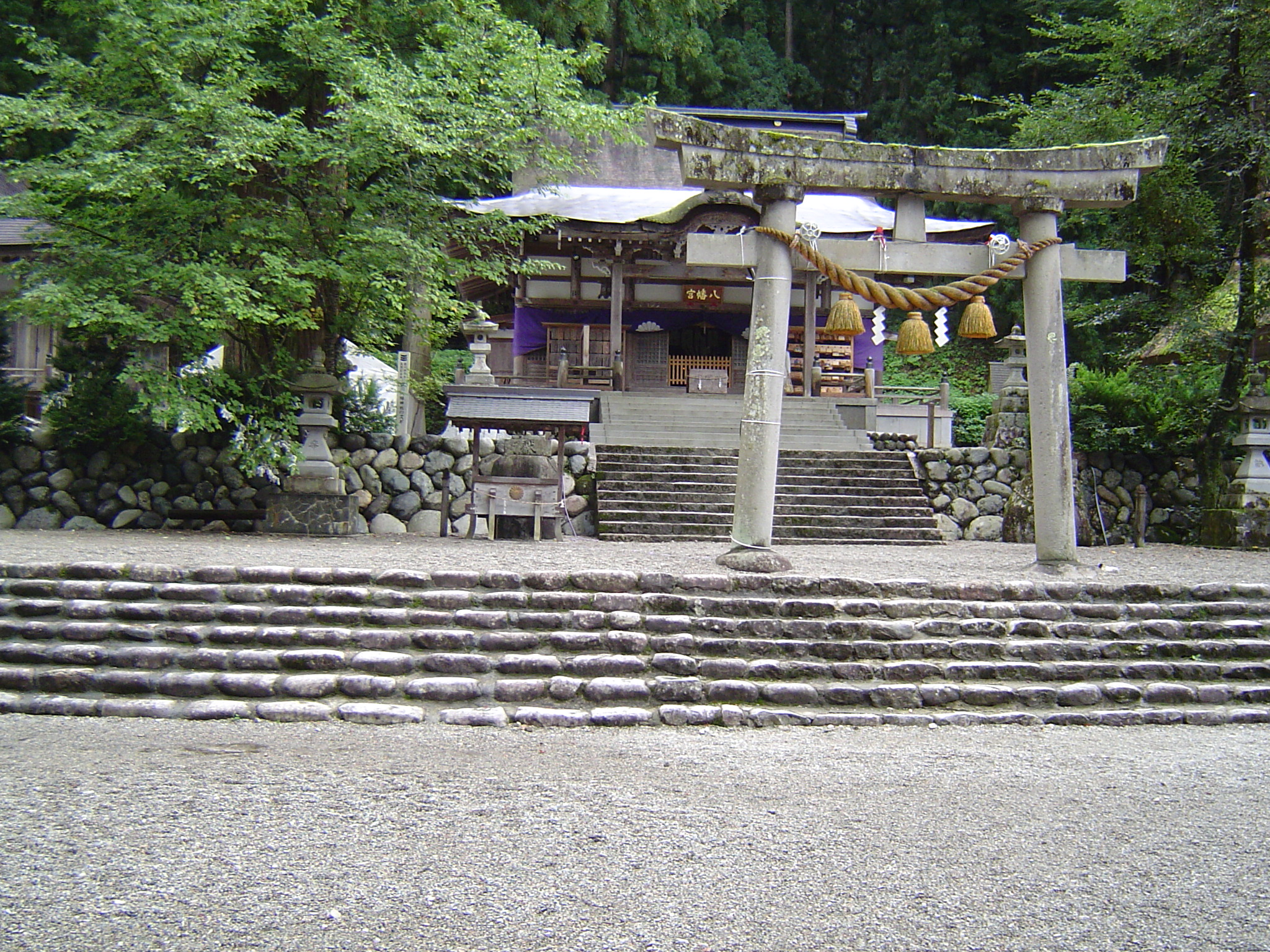
Shirakawa-Hachiman-Schrein als Vorlage des Furude-Schreins

In der Nähe des ländlichen Ortes Hinamizawa bricht einige Jahrhunderte vor Beginn der eigentlichen Handlung eine unheilbare Krankheit aus, welche sich im Verlauf der Handlung als parasitäre Lebensform herausstellt, die die Betroffenen in einen psychisch instabilen Zustand versetzt, der von Paranoia und Halluzinationen begleitet ist und zu aggressiven Handlungen und Raserei führen kann. So attackierten die Befallenen ihre Mitmenschen, bis sie sich im letzten Stadium selbst umbrachten. Aufbauend auf den immer wiederkehrenden Gräueltaten entstanden zahlreiche Sagen um Oni und den „Fluch des Oyashiro-sama“ (Oyashiro-sama no Tatari). Einem weiblichen Mitglied der Familie Furude gelang es, die Krankheit zu überwinden und einen Botenstoff an die Umgebung abzugeben, der die Erkrankten in einen annähernd stabilen Zustand bringt. Zur Abschreckung der immer noch von Raserei bedrohten Bevölkerung wurden besonders harte Foltermethoden mit dem Fluch in Zusammenhang gebracht.
Als in modernen Zeiten ein Staudamm gebaut werden sollte, in dessen Folge das Dorf überflutet würde, wehren sich zwei der drei „Herrschaftsfamilien“ (Sonozaki, Kimiyoshi und Furude) mit allen erdenklichen Mitteln dagegen und schrecken nicht einmal vor der Entführung des Enkels des Bauministers Inukai zurück, da insbesondere die Sonozaki gute Beziehungen zu den Yakuza haben. Die Familie der Furude stellt sich dem Bau jedoch nicht entgegen und beschützt die Familie Hōjō, welche den Staudamm unterstützten. Nach und nach kommen immer wieder Mitglieder beider Familien um oder verschwinden. Auch nach der Verhinderung des Staudammes herrscht weiterhin eine tiefe Abneigung gegenüber den Verbliebenen der Hōjō, die durch die gegenseitige Konkurrenz der beiden Familien immer wieder entfacht wird. Zur gleichen Zeit ließ sich im Ort ein Forschungsinstitut nieder, das insgeheim das Virus untersucht, welches bei einer Militäroperation im Zweiten Weltkrieg aufgefallen war. Der Leiter des Institutes ist Dr. Kyōsuke Irie, hinter dessen Rücken jedoch Miyo Takano die Fäden zieht und für das Militär aus dem Virus eine biologische Waffe entwickelt. Nach außen hin ist diese Institution als öffentliches Krankenhaus getarnt.
Anfang Juni 1983 zieht Keiichi Maebara in besagten Ort und freundet sich dort mit seinen Schulkameradinnen Rena Ryūgū, Shion und Mion Sonozaki, Satoko Hōjō und Rika Furude an. Keiichi tritt einem Club bei, in dem sie zusammen spielen. Es scheint alles recht friedlich und entspannt, bis Keiichi erfährt, dass bereits seit vier Jahren in Folge, nach dem jährlichen Watanagashi-Fest (vgl. tōrō nagashi) zu Ehren Oyashiro-samas am 19. Juni, jeweils eine Person auf seltsame Weise umkommt und eine weitere Person spurlos verschwindet. Verantwortlich für diese Taten sind mitunter seine Mitschüler, die nach kurzen Anfällen der Raserei zu Mördern wurden, sich aber nicht an ihre Taten erinnern können.

### Szenario – Higurashi no Naku Koro ni Kai
Rika, die bisher noch niemanden umgebracht hat, steckt jedoch in einer Zeitschleife fest und wird immer wieder in der Nacht des 21. Juni ermordet, worauf sie etwa zwei Wochen zuvor wieder an der gleichen Stelle der Handlung beginnt. Abhängig von ihren Entscheidungen kann sie zwar die Zukunft verändern, aber bedingt durch den tödlichen Cocktail des Virus, der wahnsinnigen Miyo Takano und den Beziehungen der Familien untereinander, findet sie keinen Weg, ihren eigenen Tod zu verhindern. So treten bestimmte Ereignisse in jeder dieser Welten ein: In der Nacht des 19. Juni stirbt der Fotograf Jirō Tomitake und die Krankenschwester Miyo täuscht ihren Tod vor, was Rika jedoch nicht weiß. Zwei Nächte später, am 21. Juni, wird Rika, unabhängig von den Taten ihrer Freunde, durch die Gefolgsleute von Miyo ermordet, sodass sich der Kreis schließt.
Dennoch versucht sie es immer wieder, aus dieser Zeitschleife auszubrechen und holt sich von ihrem zweiten Ich Hanyū Furude immer wieder Rat, steht aber am Rande der Verzweiflung. Eine Flucht aus dem Ort steht auch außer Frage, da sie als Trägerin der Botenstoffe Hinamizawa nicht verlassen kann, ohne dass alle sterben würden. Wegen der vielen Versuche, die sie bereits unternahm, besitzt sie in vielen der Einzelgeschichten immer wieder die Möglichkeit Dinge vorherzusagen, da sie nahezu jedes Szenario durchgespielt hat. Wenn sie nach einem weiteren Mord an ihr erneut erwacht, besitzt sie jedoch nur wenig Erinnerung an die vorhergegangenen Ereignisse, was es ihr zusätzlich erschwert, die Geschehnisse in die richtige Richtung zu lenken. Aber auch ihre Freunde haben manchmal die Erinnerung an ihre vorherigen Taten, die sie jedoch nur wie einen Traum im Gedächtnis haben und ignorieren, bis sie von Rika gezielt darauf angesprochen werden.
Obwohl Rika von einer Welt in die nächste springt, laufen die Geschehnisse in den Welten, in denen sie bereits tot ist, trotzdem weiter und enden mit der Freisetzung des Virus und der totalen Auslöschung des Dorfes, was nach außen hin als Ausbruch vulkanischer Gase verschwiegen wird.

### Fragekapitel – Higurashi no Naku Koro ni
ひぐらしのなく頃に, dt. „Zur Zeit der zirpenden Zikaden“
- Onikakushi-hen (鬼隠し編, dt. „Kapitel: Verschleppt vom Dämonen“; veröffentlicht am 10. August 2002)

In diesem Kapitel wird das alltägliche Leben von Hinamizawa vorgestellt und auf die Beziehungen der Charaktere untereinander näher eingegangen. Doch diese Atmosphäre ändert sich nach dem Watanagashi-Festival schlagartig, als Keiichi feststellt, dass er von seinen Freunden die ganze Zeit belogen wurde. Das Ende des Kapitels stellt Rena Ryugu und Mion Sonozaki als Verbrecherinnen dar.
- Watanagashi-hen (綿流し編, dt. „Kapitel: Baumwolltreiben“; veröffentlicht am 29. Dezember 2002)

Auch diese Geschichte beginnt friedlich mit der Vorstellung von Shion Sonozaki, der Zwillingsschwester von Mion. Aber erneut schlägt nach dem Watanagashi-Festival die Stimmung um und Mion wird als Übeltäterin dargestellt.
- Tatarigoroshi-hen (祟殺し編, dt. „Kapitel: Verfluchter Mord“; veröffentlicht am 15. August 2003)

Dieses längere Kapitel zeigt Satoko als Opfer, welcher Keiichi mit allen Mitteln zu helfen versucht. Als jedoch immer mehr Menschen umkommen, stellt sich heraus, dass er nicht der Einzige ist, der für deren Ableben verantwortlich ist. Trotz seiner guten Absichten wird Keiichi in diesem Abschnitt als Mörder propagiert.
- Himatsubushi-hen (暇潰し編, dt. „Kapitel: Zeit totschlagen“ veröffentlicht am 13. August 2004)

Die Handlung spielt fünf Jahre vor Tatarigoroshi-hen und wird aus der Perspektive von Mamoru Akasaka, einem jungen Polizisten, erzählt. Er soll in Hinamizawa Hinweise auf den entführten Enkel des für den Dammbau verantwortlichen Ministers finden und verstrickt sich zusehends in die Mysterien des Dorfes. Dabei steht Rika Furude im Mittelpunkt, die um alle zukünftigen Morde im Detail Bescheid weiß.

### Antwortkapitel – Higurashi no Naku Koro ni
ひぐらしのなく頃に解, dt. „Zur Zeit der zirpenden Zikaden Auflösung“
Sie beziehen sich direkt auf die Fragekapitel und lösen viele der offen gelassenen Hintergründe.
- Meakashi-hen (目明し編, dt. „Kapitel: Privatdetektiv“; veröffentlicht am 30. Dezember 2004)

Meakashi-hen bezieht sich auf die Ereignisse des Kapitels Watanagashi-hen und erzählt die Ereignisse aus der Perspektive von Shion Sonozaki. Hier wird nun auch gezeigt, dass eine verlorene Liebe der Auslöser für die Verbrechen ist, deren Hass durch die Nichterwiderung von Liebe seitens Keiichis geschürt wird. Zusätzlich werden auch erste Hinweise gegeben, wie die einzelnen Kapitel zusammenhängen.
- Tsumihoroboshi-hen (罪滅し編, „Kapitel: Buße“; veröffentlicht am 14. August 2005)

Das Kapitel stellt eine Auflösung zu Onikakushi-hen dar, unterscheidet sich aber stark von der Handlung des Fragekapitels. So gerät Rena in eine ähnliche Situation, wie sie Keiichi bereits in Onikakushi-hen durchlebte, und begeht einen schwerwiegenden Fehler und wird ihren Freunden gegenüber misstrauisch. Es ist zudem das erste Kapitel mit einem scheinbar glücklichen Ende, auch wenn verschiedene Hinweise auf bedrohliche Hintergründe gegeben werden, die der Handlungslinie folgend mit Sicherheit eintreten werden.

### Antwortkapitel – Higurashi no Naku Koro ni Kai
- Minagoroshi-hen (皆殺し編, dt. „Kapitel: Massaker“; veröffentlicht am 30. Dezember 2005)

Dieser Abschnitt stellt die Auflösung von Tatarigoroshi-hen dar und wird aus der Perspektive von Rika Furude erzählt. So wird zum ersten Mal Hanyū Furude gezeigt, die nur von Rika gesehen werden kann. Sie versucht, trotz ihrer starken Frustration, die Geschehnisse erneut in eine andere Richtung zu lenken, als sie ein einfaches Glücksspiel zwischen Keiichi und Mion zu einem glücklichen Ende verhilft, sodass Shion nicht durch eine innere Frustration zur Mörderin wird. So gelingt es ihr erstmals, auch ihre anderen Freunde davon abzuhalten, Gewalttaten zu begehen, und kann mit deren Hilfe selbst die Großfamilien überzeugen, sich für Satoko, einem verbliebenen Familienmitglied der verhassten Hōjō, einzusetzen. Damit gelingt es, Satoko aus den Händen ihres brutalen Onkels zu befreien, ohne dass es zu fatalen Zwischenfällen kommt. Jedoch schlägt auch dieser Versuch fehl, als der Fotograf Jirō durch die bisher nicht verdächtigte Miyo ermordet wird. Zusammen mit ihren Freunden versucht sie, in der Nacht des 21. Juni vor ihren Mördern, den Gefolgsleuten von Miyo, zu fliehen, was ihnen letztendlich beinahe gelungen wäre – wenn sie eine weitere Person gewesen wären. Infolgedessen findet der Mord an der Bevölkerung dennoch statt, und es wird die wahnsinnige Natur der Krankenschwester gezeigt.
- Matsuribayashi-hen (祭囃し編, dt. „Kapitel: Begleitung beim Festival“; veröffentlicht am 13. August 2006)

Nachdem nun der wahre Übeltäter bereits bekannt ist, werden in diesem Kapitel die einzelnen Puzzleteile zusammengesetzt, um diesen zu besiegen und über das Datum des 21. Juni 1983 hinwegzukommen. Es ist ein gutes Ende, an dem es zu keinen größeren Todesfällen kommt.

## Charaktere
In fast jedem der auf der Zeitschleife basierenden Szenarien treten sechs Figuren in den Vordergrund. Diese sind der einzige männliche Hauptcharakter Keiichi Maebara und seine vier Mitschülerinnen Rena Ryūgū, Mion Sonozaki, Satoko Hōjō und Rika Furude sowie Mions Schwester Shion Sonozaki und ab Anfang der 2. Staffel Hanyū Furude. Mit diesen konnte er sich recht schnell anfreunden und es sind auch die einzigen Jugendlichen des Ortes, die sich annähernd in seinem Alter befinden. Satoko und Rika sind zwar jünger als die Spielgefährten, leben aber zu Beginn der Handlung zusammen und allein in einem Haus und sind entsprechend selbstständig.

### Hauptcharaktere
| Keiichi Maebara 前原 圭一 Maebara Keiichi | Der 18- (Spiel) bzw. 15-jährige (Anime) Junge der erst am Anfang des Juni 1983 in den Ort gezogen ist und sich erst noch an das Leben auf dem Land gewöhnen muss. Zudem ist er der Protagonist der ersten drei Fragekapitel. Seine natürliche Ausstrahlung verhilft ihm dazu, schnell neue Freunde zu finden, wobei er in dem kleinen Ort keine große Auswahl an etwa Gleichaltrigen vorfindet. Als Sohn eines berühmten Künstlers ist er ein geschickter Redner und Glücksspieler. So kann er sein sprachliches Talent in den Antwortkapiteln einsetzen, um Konflikte friedlich zu lösen und zu Mion eine friedliche Beziehung aufzubauen, obwohl beide Rivalen bei den Glücksspielen sind. Auch er unterliegt dem Effekt des Hinamizawa-syndroms und ist entsprechend leicht reizbar und leidet im fortgeschrittenen Stadium unter Paranoia. So bewaffnet er sich zumeist mit dem Baseballschläger von Satokos großem Bruder, Satoshi. |
| Rena Ryūgū 竜宮 レナ Ryūgū Rena           | Sie kehrte vor einem Jahr aus Ibaraki nach Hinamizawa zurück und besucht die gleiche Klassenstufe wie Keiichi. Beide freunden sich schnell miteinander an und so begleitet sie ihn oft auf seinem Schulweg. Gegenüber niedlich aussehenden Gegenständen hat sie eine große Schwäche – jedoch werden diese von den anderen meist nicht als sonderlich niedlich empfunden. Wie die meisten Charaktere ist sie unter dem Einfluss des Virus leicht reizbar und kann sich selbst teilweise daran erinnern, jemanden umgebracht und auf der örtlichen Müllhalde verscharrt zu haben. In der Vorgeschichte wird angedeutet, dass sie bereits zuvor Gewalttaten beging und deshalb den Ort verlassen musste. Bei Bedrohung greift sie häufig zu einem großen Hackbeil, was ihre Freunde in Angst und Schrecken versetzt und die Situation ungewollt zuspitzt. Seit sie aus Ibaraki zurückgekehrt ist, legt sie ihren wirklichen Namen Reina (礼奈) ab und stellt sich seitdem mit Rena vor, um von ihrer Vergangenheit abzulenken und für sich selbst einen Punkt zu setzen, ihr Leben zu ändern. |
| Mion Sonozaki 園崎 魅音 Sonozaki Mion     | Sie ist die Zwillings-Schwester von Shion und Mitglied der Sonozaki-Familie und wird als Nachfolgerin des Familienoberhaupts gesehen, weshalb sie große Popularität in Hinamizawa besitzt. Ihre Zwillings-Schwester Shion und sie tauschen gerne untereinander die Rolle, da sie sich sehr ähnlich sehen. Sie besitzt maskulin wirkende Charakterzüge und übernimmt als älteste Schülerin der Klasse die Position einer Anführerin, auch wenn sie kurzzeitig ihre Kindliche Seite zeigt. Keiichi betrachtet sie dabei häufig als ihren Rivalen, auch wenn in späteren Folgen ihre Zuneigung zu ihm gezeigt wird. Ihr wahrer Name ist eigentlich Shion, da sie mit ihrer Schwester in noch jungen Jahren verwechselt wurde und erst später die Oni-Tätowierung erhielt, die sie letztlich als Mion festlegte. |
| Shion Sonozaki 園崎 詩音 Sonozaki Shion   | Sie ist im Kapitel Watanagashi-Hen die Täterin, gibt sich jedoch als Mion aus. Sie arbeitet in einem Café außerhalb von Hinamizawa. Sie ist im Gegensatz zu Mion sehr feminin. Shion hätte ursprünglich getötet werden sollen, da Zwillinge in der Erbreihenfolge der Sonozaki-Familie ungern gesehen waren, wurde dann aber am Leben gelassen und nur auf ein entferntes Internat geschickt. Bei gelegentlichen Stippvisiten in Hinamizawa betrat sie als Mion die Stadt (welche sich zu den entsprechenden Zeiten möglichst unbeobachtet zuhause aufhielt) und lernte dabei Satoshi Hōjō kennen, Satokos Bruder, in den sie sich verliebte. Diese Gefühle sind bei ihr der Trigger für den Ausbruch des Virus. |
| Satoko Hōjō 北条 沙都子 Hōjō Satoko       | Satoko ist die kleine Schwester des verschwundenen Hōjō Satoshi. Im Dorf ist sie nicht sehr beliebt, da ihre bereits verstorbene Familie im Damm-Krieg aktiv war und sich schützend für die Erbauer des Damms aussprach. In manchen Kapiteln zieht sie in ihr Elternheim, da ihr Onkel damit droht, Satoshis Zimmer abzubrennen. |
| Rika Furude 古手 梨花 Furude Rika         | Obwohl Rika in der 1. Staffel als Nebencharakter gezeigt wird, entpuppt sie sich als die Hauptperson der Serie. Sie ist die Königin und der Ursprung des Hinamizawa-Syndroms, weshalb sie selbst nie ausrastet. Sie ist die einzige Person, die in der Lage ist, Hanyū Furude zu sehen. Sie ist die Nachkommin einer der drei großen Herrscherfamilien, Furude, und genießt eine Ausbildung als Priesterin Oyashiro-Samas. Manchmal bezeichnen Charaktere sie in der Serie sogar als „Oyashiro-Samas Reinkarnation“. |
| Hanyū Furude 古手 羽入 Furude Hanyū       | Hanyū ist Hinamizawas Schutzgöttin und kann nur von den sechs weiblichen Nachfolgerinnen der Furude-Familie gesehen werden. Sie selbst sagt öfters, sie sei bereits lange vor Rika Furudes Geburt in Hinamizawa gewesen und habe miterlebt, wie die Dorfbewohner in ihren Namen (irrtümlich Oyashiro) Menschen opferten. Die Seelen von Hanyū und Rika sind miteinander verbunden, was bedeutet, dass wenn Rika stirbt, auch Hanyū stirbt. Zusammen mit Rika reist sie durch die Welten, in der Hoffnung, eine Welt zu finden, in der keiner von Rikas Freunden stirbt. Im letzten Kapitel beschließt Hanyū nicht mehr als Zuschauerin, sondern aktiv an Rika und ihr Schicksal mitzuwirken. Als im vorletzten Kapitel der Täter entlarvt ist, vergisst das zunächst Rika, wird aber von Hanyū aufgeklärt. Als Verwandte Rikas getarnt, begibt sich Hanyū zusammen mit Keichi und den anderen in den Kampf um Hinamizawas Zukunft. |

## Entstehung und Veröffentlichungen

### Sound Novel
Die Sound Novel Higurashi no Naku Koro ni wurde vom Dōjin Circle 07th Expansion entwickelt, wobei das Mitglied Ryukishi07 für die Texte und Grafiken verantwortlich war. Jedes Kapitel wurde von einem von der Figur Frederica Bernkastel vorgetragenen Gedicht eingeleitet, das eine grobe Inhaltsangabe des Kapitels enthielt.
Eine Portierung des Spiels auf die PlayStation 2 mit dem Titel Higurashi no Naku Koro ni Matsuri (ひぐらしのなく頃に祭) wurde von Alchemist am 22. Februar 2007 veröffentlicht. Dies macht es zum dritten Dōjin-Spiel, das für eine Spielkonsole veröffentlicht wurde. Das erste Spiel war Hanakisō und das zweite war Melty Blood. Obwohl Higurashi no Naku Koro ni als erstes Spiel für eine Portierung angekündigt wurde, ist es aufgrund der längeren Entwicklungszeit als Drittes erschienen. Diese Version enthielt eine vollständige Sprachausgabe der Charaktere, überarbeitete und neu gezeichnete Grafiken, als auch eine zusammenhängende Handlung mit Keiichi als Hauptcharakter. Enthalten sind die ersten sieben Kapitel der PC-Fassung und drei weitere Taraimawashi-hen, Tsukiotoshi-hen und Miotsukushi-hen.
Eine zweite überarbeitete Fassung erschien am 20. Dezember 2007 unter dem Titel Higurashi no Naku Koro ni Matsuri: Kakera Asobi (ひぐらしのなく頃に祭カケラ遊び) und wurde sowohl als Erweiterung des Originals als auch als Einzelspiel angeboten. Diese Fassung enthielt auch das zuvor nicht enthaltene Kapitel Matsuribayashi-hen und weitere Extras.
Eine englische Lokalisierung der ersten vier Kapitel von Higurashi no Naku Koro ni durch MangaGamer erschien am 15. Dezember 2009 unter dem Titel Higurashi When They Cry. Aus Lizenzgründen konnten einige Musikstücke des Originals nicht übernommen werden. Der Music Room wurde auf Vorschlag des Lizenzgebers entfernt. Ebenso entfiel das enthaltene Minispiel und der Staff Room, in der Ryukishi07 verschiedene Werke diskutierte, an denen MangaGamer ebenso keine Lizenzen besaß. Vom 28. Februar bis 15. Juli 2010 erschienen die vier Kapitel von Higurashi no Naku Koro ni Kai, womit die ursprünglichen acht Kapitel auf Englisch vorliegen.
Eine französische Umsetzung durch den Übersetzer Pierre Bancov (Saffran Prod) unter dem Titel Le sanglot des cigales wurde erstmals am 30. November 2009 auf der Chibi Japan Expo 2009 vorgestellt und ab 5. Dezember verkauft. Diese Fassung enthält die ersten beiden Kapitel, lizenzierte aber auch die bei der englischen Fassung fehlenden Musikstücke von den sechs jeweiligen Rechteinhabern. Das Spiel erhielt eine Alterseinstufung von PEGI 7. Allerdings bezieht sich dies nur auf die Mini-Spiele, da das eigentliche Spiel wegen seiner fehlenden Interaktivität von der PEGI nicht als Spiel anerkannt wurde.
Ab 2010 veröffentlichte SEAMS das Spiel in Apples App Store für iPhone/iPod touch/iPad auf Japanisch und Englisch. Die japanische Fassung enthält alle acht Kapitel, während die englische Fassung auf der Übersetzung von MangaGamer beruht in bis dato (Mai 2012) nur für die ersten fünf Kapitel vorliegt.
MangaGamer veröffentlichte am 15. Mai 2015 das erste Kapitel der überarbeiteten Fassung Higurashi When They Cry Hou auf Steam für Windows, macOS und Linux. Die Änderungen umfassen eine Neuübersetzung, die in der vorigen Fassung entfernten Inhalte, ein optionales neues Character Design des Illustrators Kurosaki und die japanischen Texte.

#### Spielmechanik
Das Spiel ist eine Sound Novel und folgt in der Darstellung den Konventionen japanischer novel games, d. h. sprite-basierte Grafiken mit Text, der den ganzen Bildschirm überlagert. Es sind keine Animationen und in der PC-Ausgabe auch keine Sprachausgabe vorhanden, so dass die gesamte Handlung allein durch den Text dargestellt wird und damit Romanen gleicht. Hinzu kommt eine Untermalung durch Hintergrundmusik.
Ziel des Spiels ist, dass der Spieler im Geiste die durch die Handlung dargestellten Mysterien und deren Ursachen lösen soll. Daher gibt es innerhalb des Spiels keine Entscheidungspunkte. Innerhalb der einzelnen Kapitel gibt es immer wieder kleine Pausen, bei denen der Spieler sich Tipps ansehen kann, die ihm weitere Hintergrundinformationen liefern, aber deren Nutzung keinen Einfluss auf das Spielgeschehen hat. Lassen sich Sound Novels sonst als interaktive Romane bezeichnen, besitzt Higurashi no Naku Koro ni keine Interaktivität. Änderungen im Handlungsablauf existieren daher ausschließlich bei den Handlungen der einzelnen Frage- und Antwortkapiteln untereinander, die von jeweils unterschiedlichen Prämissen um vermeintlichen Täter und Opfer ausgehen.
Die PlayStation-2-Fassung besitzt durch eine sich verzweigende Handlung jedoch Interaktivität.

### Hörspiel
Es wurden durch Wayuta und Hobirecords mehrere verschiedene Hörspiele veröffentlicht.
Wayuta veröffentlichte seit dem 27. Mai 2005 (Stand 8. Juli 2008) sechs CDs seiner Reihe. Die erste CD begann mit dem Kapitel Onikakushi-hen, deren Nachfolger die Haupthandlung bis Tsumihoroboshi-hen fortsetzten. Es sind noch zwei weitere Veröffentlichungen geplant, welche die Haupthandlung abschließen sollen.
Parallel zu dieser Reihe brachte Wayuta auch weitere CDs heraus. Append Disc 01 (アペンドディスク01, dt. „Zugabe 01“) erschien erstmals am 29. Dezember 2005 auf dem Comiket 69. Eine Fortsetzung dieser Nebenreihe gab es am 26. Oktober 2007 mit Append Disc 02 (アペンドディスク02, dt. „Zugabe 02“).
Eine weitere Reihe von Wayuta führte ein neues Kapitel mit dem Titel Kataribanashi-hen (語咄し編) ein, von dem seit dem 25. April 2007 zwei CDs veröffentlicht wurden.
Hobirecords veröffentlichte mit Anthology Drama CD 1 – Hinamizawa-mura Butōkai Hen (22. Dezember 2005) und Anthology Drama CD 2 – Hinamizawa-mura Suzume Oni Retsuden (24. März 2006) zwei Hörspiel-CDs, welche eine Anthologie darstellen.

### Anime

#### Higurashi / Higurashi no Naku Koro ni
Die erste Anime-Fernsehserie Higurashi no Naku Koro ni (ひぐらしのなく頃に) wurde vom Studio Deen unter der Regie von Chiaki Kon produziert und deckt die Handlung der vier Fragekapitel und der ersten beiden Antwortkapitel ab. Die 26 Folgen umfassende Serie wurde erstmals vom 4. April 2006 bis zum 26. September des Jahres im japanischen Fernsehen gezeigt.
Nach der Erstausstrahlung wurde die Serie in Japan, Frankreich und Nordamerika durch den Lizenznehmer Geneon vertrieben, der jedoch im September 2007 die Ankündigung machte, dass er alle laufenden Anime-Lizenzen einstellen werde. In Deutschland wurde die Serie im September 2017 von dem Publisher AniMoon angekündigt.
Personen die alle neun DVDs dieser Serie kauften, erhielten als Bonus die DVD Higurashi no Naku Koro ni Gaiden: Nekogoroshi-hen (ひぐらしのなく頃に外伝 猫殺し編, dt. „~ Nebengeschichte: Kapitel der toten Katze“), die eine Verfilmung des gleichnamigen Romans ist. Der Vor- und Abspann entspricht dem der ersten Staffel, der Produktionsstab jedoch dem der folgenden zweiten Staffel, was sich am deutlichsten im Charakterdesign niederschlägt. Der Titel spielt dabei auf das englische Sprichwort curiosity killed the cat („Neugier ist der Katze Tod.“) an.
Animoon lizenzierte die Serie für den deutschsprachigen Raum unter dem Titel Higurashi.

#### Higurashi Kai / Higurashi no Naku Koro ni Kai
Die zweite Staffel Higurashi no Naku Koro ni Kai (ひぐらしのなく頃に解) wurde ebenfalls von Studio Deen unter der Regie von Chiaki Kon produziert. Sie beinhaltet die verbleibenden Antwortkapitel und einen zusätzlichen Handlungsabschnitt mit dem Titel Yakusamashi-hen (厄醒し編, dt. „Kapitel: Erwachendes Unheil“), der noch vor den Kapiteln Minagoroshi-hen und Matsuribayashi-hen ausgestrahlt wurde und diese mit den Kapiteln der ersten Staffel in Verbindung bringt. Die 24 Folgen umfassende Staffel wurde erstmals vom 6. Juli 2007 bis zum 17. Dezember 2007 im japanischen Fernsehen gezeigt und besitzt ein leicht verändertes Charakterdesign.
Animoon lizenzierte die Serie für den deutschsprachigen Raum unter dem Titel Higurashi Kai.

#### Higurashi Rei / Higurashi no Naku Koro ni Rei
Eine dritte Staffel mit dem Titel Higurashi no Naku Koro ni Rei (ひぐらしのなく頃に礼) erschien als fünfteilige OVA, die unter der Regie von Toshifumi Kawase produziert wurde.
Die erste Folge Hajisarashi-hen (羞晒し編, dt. „Kapitel: Vor Scham bleich werden“) spielt im Schwimmbad und ist humoristischer Natur. Keiichi bekommt von Mions Onkel magische Schwimmhosen die bewirken, dass sich jedes Mädchen in ihn verliebt, dessen Name mindestens 3 Stunden auf der Hose stand. Nachdem die Mädchen erfahren haben, dass der Onkel die Hosen verwechselt hat und sich der Träger in die Person verliebt, dessen Name auf der Schwimmhose steht, versuchen diese zu verhindern, dass Keiichi ein Narzisst wird, wobei Keiichi sich aber weigert, deren peinliche Ersatzschwimmhosen zu tragen.
Die nächsten drei Folgen sind eine Verfilmung des Kapitels Saikoroshi-hen (賽殺し編, dt. „Kapitel: Toter Würfel“) aus dem Spiel Higurashi no Naku Koro ni Rei und spielt zwei Monate nach der Haupthandlung. Rika findet sich nach einem Unfall in einer anderen Welt wieder, in der weder Keiichi, Takano, Irie noch Hanyū existieren, Satoko sich ihr gegenüber feindselig verhält, aber keiner der Morde je stattgefunden hat.
Die fünfte und letzte Folge Hirukowashi-hen (昼壊し編, dt. „Kapitel: Zerschmetterter Tag“) entstammt ebenfalls dem Spiel Higurashi no Naku Koro ni Rei. Rena verschluckt die rote Fuwarazu no Magatama, deren Besitzer sich in jeden verliebt, der das weiße Gegenstück hält, und umgekehrt.
Animoon lizenzierte die Serie für den deutschsprachigen Raum unter dem Titel Higurashi Rei.

#### Synchronisation
Die deutsche Synchronfassung entstand bei Kölnsynchron unter der Dialogregie von Daniel Käser. Neben ihm schrieben Lars Falinski, Timo R. Schouren, Uwe Thomsen, Tobias J. Becker und Moira May die Dialogbücher.
| Rolle               | Japanischer Sprecher (Seiyū) | Deutscher Sprecher       | Deutscher Sprecher       | Deutscher Sprecher       |
| Rolle               | Japanischer Sprecher (Seiyū) | Staffel 1                | Staffel 2                | Staffel 3                |
| ------------------- | ---------------------------- | ------------------------ | ------------------------ | ------------------------ |
| Keiichi Maebara     | Sōichirō Hoshi               | Domenic Redl             | Tobias John von Freyend  | Tobias John von Freyend  |
| Rena Ryūgū          | Mai Nakahara                 | Moira May                | Moira May                | Moira May                |
| Mion/Shion Sonozaki | Satsuki Yukino               | Mayke Dähn               | Mayke Dähn               | Mayke Dähn               |
| Satoko Houjou       | Mika Kanai                   | Helen Malin Blaschke     | Helen Malin Blaschke     | Helen Malin Blaschke     |
| Rika Furude         | Yukari Tamura                | Gabrielle Pietermann     | Gabrielle Pietermann     | Gabrielle Pietermann     |
| Miyo Takano         | Miki Itō                     | Claudia Urbschat-Mingues | Claudia Urbschat-Mingues | Claudia Urbschat-Mingues |
| Kyousuke Irie       | Toshihiko Seki               | Nicolas Böll             | Nicolas Böll             | Nicolas Böll             |
| Hanyū Furude        | Yui Horie                    |                          | Patricia Strasburger     | Patricia Strasburger     |
| Aika Maebara        | Naoko Matsui                 | Katja Liebing            | Katja Liebing            |                          |

#### Musik
Für die erste Staffel Higurashi no Naku Koro ni wurde der gleichnamige Titel „Higurashi no Naku Koro ni“ von Eiko Shimamiya produziert und als Titelmelodie für den Vorspann verwendet. Der Titel des Abspanns „why, or why not“ wurde von der Dōjin-Musikerin Rekka Katakiri gesungen.

### Realfilm
Am 10. Mai 2008 kam eine Realverfilmung unter der Regie von Ataru Oikawa in die japanischen Kinos. Diese umfasst das erste Kapitel Onikakushi-hen. Keiichi wird von Gōki Maeda, Rena von Airi Matsuyama, Mion von Rin Asuka, Rika von Aika und Satoko von Erena Ono gespielt.
Am 18. April 2009 erschien ein weiterer Teil, Higurashi no Naku Koro ni Chikai (ひぐらしのなく頃に誓). Dieser verfilmte das Kapitel Tsumihoroboshi-hen.

## Rezeption
Das Dōjinspiel wurde nach seiner Veröffentlichung überdurchschnittlich populär. Es verkaufte sich über 500.000 Mal.
Viele Fans schreiben den Erfolg der Spannung und der Angst zu, die die Sound Novel vermittelt: Dem Spieler werden viele Spuren und Hinweise zur Lösung des Rätsels gegeben. Es entstanden Onlinegemeinschaften zur Diskussion von Theorien, die sich aus dem Spiel ergeben. Die Bekanntheit wuchs und das Spiel wurde auch in großen Spielemagazinen besprochen.

## Trivia
In der Animeserie Last Period: The Journey to the End of the Despair haben Keiichi Maebara, Shion und Mion Sonozaki, Rika Furude, Satoko Hojo und Rena Ryūgū in der Episode Sono higurashi einen Gastauftritt.